# Carreau
Carreau is een Frans historisch merk van motorfietsen.
De bedrijfsnaam was: Usines Carreau, Puteaux.
Carreau begon in 1903 met de productie van kleine motorfietsen met 1½pk-motor. Men maakte deze machines tot ca.1910.